# 砂の影
『砂の影』（すなのかげ）は、甲斐田祐輔監督・脚本による2008年公開の日本のドラマ映画。ラストダンス殺人事件をモチーフに書き上げられている。8mmフィルムで撮影されたのち、デジタルに変換された。
第37回ロッテルダム国際映画祭にてプレミア上映がおこなわれた。

## キャスト
- ユキエ - 江口のりこ
- 玉川 - ARATA
- 真島 - 米村亮太朗
- 光石研
- 矢吹春奈
- Merii
- 山口美也子

## スタッフ
- 監督・脚本：甲斐田祐輔
- 企画・プロデュース：越川道夫
- 製作：滝口雍昭、山下暉人
- プロデューサー：矢部浩彦、米山加奈子
- 撮影：たむらまさき
- 照明：平井元
- 音響：菊池信之
- 編集：大重裕二
- 音楽：渡邊琢磨
- 製作：『砂の影』製作委員会
- 配給：スローラーナー